# Come Talk to Me
Come Talk to Me ist ein Lied des britischen Pop-Rock-Musikers Peter Gabriel aus dem Jahr 1992.

## Entstehung und Veröffentlichung
Come Talk to Me wurde während der Aufnahmen zu dem Album Us in den Real World Studios in Box, Wiltshire aufgenommen und am 27. September 1992 auf diesem Album veröffentlicht. Darüber hinaus wurde das Lied ebenfalls im September 1992 in den USA von Geffen Records als Clearmountain Mix Edit auf einer Promo-Single veröffentlicht.
Come Talk To Me, beginnt mit dem Klang von Dudelsäcken, die von dem englischen Dudelsackspieler Chris Ormston gespielt wurden. Gabriel setzte Dudelsackklänge bereits bei seinem Lied Biko von 1980 ein, damals verwendete er dafür aber einen Synthesizer.
Auf der Secret World Tour von Peter Gabriel von 1993 bis 1994 wurde das Lied erstmals live gespielt. Bei den meisten Konzerten folgte auf das vorab aufgenommene Instrumentalstück Zaar die Inszenierung des frankokanadischen Regisseurs Robert Lepage mit dem von Rolf M. Engel von dem Atelier Markgraph in Frankfurt am Main entworfenen Bühnenbild. Diese begann mit einer roten, beleuchteten britischen Telefonzelle, die sich von der quadratischen Bühne erhob, mit Peter Gabriel darin, der Come Talk to Me in einen Telefonhörer sang. Zu Gabriel gesellten sich in den verschiedenen Abschnitten der Tournee Joy Askew, Sinéad O’Connor oder Paula Cole, die von der runden Bühne ins Licht aufstiegen, um ihren Begleitgesang zu singen. Gabriel tauchte aus der Telefonzelle auf und strebte seinem weiblichen Gegenüber mit dem straff gespannten Hörerkabel entgegen, wobei er sich immer weiter aus der Telefonzelle herauszog, während er sich über den Rollsteig in Richtung der kreisförmigen Bühne bewegte, bis er zum Ende des Songs hin wieder von dem Kabel des Telefonhörers in die Telefonzelle zurückgezogen wurde. Der erste Auftritt mit Paula Cole fand am 4. November 1993 in der Maimarkthalle in Mannheim statt. Die Live-Aufnahme mit Paula Cole aus dem Palasport Nuovo (heute: PalaPanini), Modena, Emilia-Romagna, Italien wurde am 28. August 1994 auf dem Livealbum Secret World Live sowie der EP SW Live EP und erstmals als Video am 13. September 1994 auf VHS in dem Konzertfilm mit dem gleichen Titel veröffentlicht.
Auf der Still Growing Up Tour im Jahr 2004 sang er das Lied gemeinsam mit seiner Tochter Melanie, für die er das Lied ursprünglich geschrieben hatte. Diese Version wurde am 31. Oktober 2005 in dem Konzertfilm Still Growing Up: Live & Unwrapped auf DVD und Blu-ray veröffentlicht. Die Audio-Veröffentlichung war auf den Konzertmitschnitten der Encore Series auf CD dieser Tournee enthalten.
Auf der Back to Front Tour von 2012 bis 2014 sang Gabriel das Lied in einer Acoustic-Version am Piano mit Linnea Olsson und Jennie Abrahamson als Begleitsängerinnen. Veröffentlicht wurde diese Version am 20. Juni 2014 in dem Konzertfilm Back to Front: Live in London. Als CD ist diese nur als Bestandteil der DVD- und Blu-ray-Deluxe-Book-Editionen erhältlich.

## Inhalt und Bedeutung
Peter Gabriel hat Come Talk to Me für seine Tochter Melanie geschrieben. Der Song handelt von den Schwierigkeiten, die er bei der Kommunikation mit ihr nach der Trennung von seiner ersten Frau Jill hatte. Das Lied ist eine Einladung an Melanie, „dieses Elend zu beenden“ („unlock this misery“) und mit ihm zu sprechen.

## Verwendung in anderen Werken
Ende 2016 wurde eine Coverversion von Come Talk to Me von der Band Goldspot in einer Folge der US-Fernsehserie This Is Us gespielt.

## Artwork
Das Cover-Titelbild der CD-Single von Come Talk to Me wurde von David Scheinmann fotografiert. Das Artwork zeigt einen Ausschnitt aus einer Skulptur von David Mach. Es besteht hauptsächlich aus dem verzerrten Gesicht von Peter Gabriel.

## Musikvideo
Das Musikvideo bei dem der Filmregisseur Matt Mahurin Regie führte wurde am 7. Dezember 1993 exklusiv in der Kompilation von Musikvideos All About Us veröffentlicht. Es ist nicht auf der Kompilation von Musikvideos Play: The Videos enthalten, so dass es offiziell nicht mehr erhältlich ist. Es zeigt in erster Linie verschiedene Ansichten von Gabriels Gesicht und Ansichten aus dem Konzertfilm Secret World Live.

## Mitwirkende
(Quellen:)

### Musiker
- The Babacar Faye Drummers – Sabar-Trommeln
- Richard Blair – zusätzliche Strophen-Keyboards
- Dmitri Pokrovsky Ensemble – Gesang
- Peter Gabriel – Hauptgesang, Keyboards, Triangel, Bass-Synthesizer, Schlüssel
- Manu Katché – Schlagzeug
- Daniel Lanois – Shaker, E-Gitarre, zusätzlicher Gesang
- Tony Levin – Bassgitarre
- Levon Minassian – Duduk
- Doudou N’Diaye Rose – Trommel-Loops
- Sinéad O’Connor – Gesang
- Chris Ormston – Dudelsack
- David Rhodes – E-Gitarre

### Technisches Personal
- David Botrill – Tonaufnahme, Programmierung
- Bob Clearmountain – Mixing (Clearmountain Mix Edit)
- Peter Gabriel – Liedtext, Komposition, Produktion
- Malcolm Garrett – Design
- Daniel Lanois – Produktion
- David Mach – Artwork
- David Scheinmann – Fotografie

## Coverversionen
Peter Gabriel coverte auf dem 2010 erschienenen Studioalbum mit dem Namen Scratch My Back das Lied Flume von Bon Iver in einer orchestralen Fassung. Diese coverten daraufhin auf dem im Jahr 2013 erschienenen Kompilations-Album des Folgeprojektes And I’ll Scratch Yours das Lied Come Talk to Me von Peter Gabriel.
Beide Titel wurden auch zusammen als Doppel-Single Come Talk To Me / Flume am Record Store Day am 17. April 2010 auf 7"-Single in unabhängigen Plattenläden veröffentlicht.